# Lijst van onderscheidingen van Beatrix der Nederlanden
Prinses Beatrix werd onderscheiden met de hieronder vermelde ridderorden. Daarnaast bezit zij diverse onderscheidingen zoals jubileummedailles. Tijdens haar koningschap (1980-2013) was zij volgens de wet de grootmeesteres van de Militaire Willems-Orde, de Orde van de Nederlandse Leeuw, en de Orde van Oranje-Nassau. Het grootmeesterschap is verbonden met de Nederlandse kroon. Op 30 april 2013 is die Kroon overgegaan op haar oudste zoon, koning Willem-Alexander. Op persoonlijke titel is zij grootmeesteres van de Huisorde van Oranje. Prinses Beatrix was grootmeesteres van de Orde van de Gouden Leeuw van Nassau, een met Luxemburg gedeelde orde.
Prinses Beatrix is Dame-Grootkruis van Eer en Devotie in de katholieke Orde van Malta en ere-commandeur in de protestantse Johanniterorde in de Nederlandse Balije.

## Onderscheidingen
- Grootkruis in de Orde van de Nederlandse Leeuw
- Grootlint in de Leopoldsorde van België
- Keten van de Nationale Orde van het Zuiderkruis van Brazilië
- Grootkruis met band in de Orde van Stara Planina van Bulgarije
- Keten in de Orde van Verdienste van Chili
- Ridder in de Orde van de Olifant van Denemarken
- Grootkruis Bijzondere Klasse in de Orde van Verdienste van de Bondsrepubliek Duitsland
- Grootkruis in de Orde van de Koningin van Sheba van Ethiopië
- Grootkruis met keten in de Orde van de Witte Roos van Finland
- Grootkruis in de Orde van het Legioen van Eer van Frankrijk
- Grootkruis in de Orde van de Verlosser van Griekenland
- Grootkruis in de Orde van Sint Olga en Sint Sophia van Griekenland
- Lady in de Orde van de Kousenband van Groot-Brittannië
- Grootkruis in de Orde van Victoria van Groot-Brittannië
- De Koninklijke Victoriaanse Keten van Groot-Brittannië
- Grootkruis met Keten in de Orde van de Valk van IJsland
- Grootkruis Eerste Klasse in de Orde van de Grote Ster van de Republiek Indonesië
- Orde van de Pleiaden Tweede Klasse van Iran
- Grootkruis met Keten in de Orde van Verdienste van de Republiek Italië
- Grootkruis in de Nationale Orde van Ivoorkust
- Grootkruis met Keten in de Orde van de Chrysanthemum (Kikkwa-Daijushoo) van Japan
- Grootkruis in de Orde van de Grote Joegoslavische Ster van Joegoslavië
- Grootkruis met Keten in de Orde van Hussain ibn Ali van Jordanië
- Grootkruis in de Orde van de Wedergeboorte van Jordanië
- Grootlint in de Orde van de Pioniers van Liberia
- Grootkruis in de Orde van Burgerlijke en Militaire Verdienste van Adolf van Nassau van Luxemburg;
- Grootkruis in de Orde van de Eikenkroon van Luxemburg
- Grootkruis Eerste Klasse in de Orde van de Azteekse Adelaar van Mexico
- Grootkruis met Keten in de Orde van Ojaswi Rajanya van Nepal
- Grootkruis met Keten in de Orde van Sint-Olaf van Noorwegen
- Speciaal Grootkruis van het Ereteken van Verdienste voor de Republiek Oostenrijk
- Grootkruis in de Orde van de Zon van Peru
- Ridder (Grootkruis) in de Orde van de Witte Adelaar van Polen
- Grote Keten in de Orde van Hendrik de Zeevaarder van Portugal
- Keten van de Onafhankelijkheid van Qatar[2]
- Grootkruis in de Orde van 23 Augustus van Roemenië
- Keten van de Orde van de Ster van Roemenië
- Grootkruis in de Nationale Orde van de Leeuw van Senegal
- Orde van het Gulden Vlies van Spanje
- Grootkruis in de Orde van Isabella de Katholieke van Spanje
- Grootlint in de Ere-Orde van de Gele Ster van Suriname
- Ridder in de Orde van het Koninklijk Huis van Chakri van Thailand;
- Grootkruis in de Orde van de Republiek Tunesië
- Lid Eerste Klasse in de Orde van de Republiek van Turkije
- Grootkruis met Keten in de Orde van de Bevrijder van Venezuela
- Grootkruis in de Orde van de Goeie Hoop van de Republiek Zuid-Afrika
- Ridder in de Orde van de Serafijnen van Zweden
- Grootlint in de Koninklijke Familie-Orde van de Kroon van Brunei

Al is het geen orde, toch wordt in dit kader ook de
- Internationale Karelsprijs Aken

vermeld.
Wilhelm II van Duitsland ·
Manfred von Richthofen ·
maarschalk Stalin ·
Hermann Göring ·
maarschalk Tito ·
koningin Juliana der Nederlanden ·
prins Bernhard der Nederlanden ·
Elizabeth II ·
koning Boudewijn der Belgen ·
prinses Beatrix der Nederlanden ·
prinses Margriet der Nederlanden ·
koning Willem-Alexander der Nederlanden ·
prins Hendrik der Nederlanden

Zie ook: Ridderorde